# Mercenaria mercenaria
La almeja americana o chirla mercenaria (Mercenaria mercenaria) es una especie de moluscos que pertenece a la clase Bivalvia. Viven exclusivamente en medio acuático, con una forma corporal de simetría bilateral, comprimida lateralmente y una concha de dos valvas (bivalva) que, en general, es bastante grande para admitir al animal completo.

## Clasificación y descripción
M. mercenaria es un molusco que pertenece a la clase Bivalvia; orden Veneroida; familia Veneridae. Su concha es gruesa, triangular de forma general, desde café claro a gris con un borde de color violeta y con bandas concéntricas variables sobre la concha. Estas bandas concéntricas son conspicuas y entre ellas hay poco espacio en la zona del margen, pero en la zona del umbo están ampliamente separadas. La parte interna de la concha es brillante de color púrpura-azulado alrededor de las cicatrices musculares. La línea palial es corta y triangular con un margen delgado. Cada valva tiene tres dientes sobresalientes.
El sistema circulatorio está formado por un corazón con dos aurículas. El sistema nervioso carece de particularidad alguna (ganglionar). La respiración es branquial. La cabeza es reducida hasta la parte branquial, faltando la región faríngea y la rádula. En general se alimentan filtrando agua. Los bivalvos son animales predominantemente de sexos separados, rara vez hermafroditas. La fecundación tiene lugar de manera libre en el agua o bien en la cavidad del manto.

## Distribución
Se puede encontrar desde el Golfo de San Lorenzo a lo largo de las costas de Florida y en las playas del Golfo de México.

## Ecología
Son organismos suspensivoros. Se alimentan de pequeños animales y plantas (plancton y zooplancton. Cuando el animal se entierra en el substrato saca los dos sifones a través de la arena. El sifón inhalante baña las branquias que contienen series de cilios que atrapan la comida y la envuelven con una mucosidad, luego es llevada a los palpos que son los que llevan la comida a la boca. Pasan por todo el tracto digestivo y los desechos son liberados por el sifón exhalante.